# Allée Blaise-Cendrars
L'allée Blaise-Cendrars est une voie située dans le 1er arrondissement de Paris, en France.

## Situation et accès

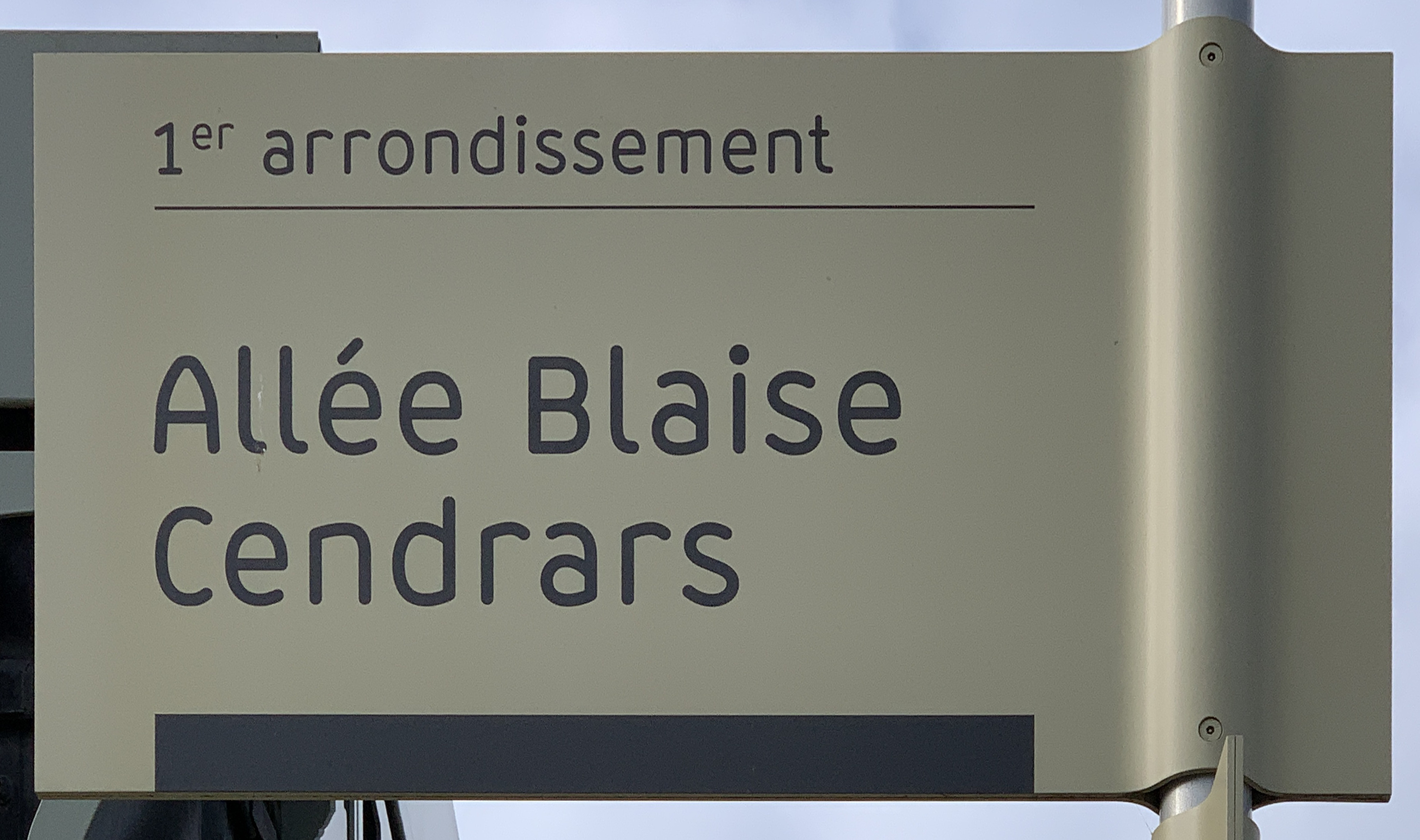
Plaque de l'allée.

Longue de 171 mètres, elle commence allée André-Breton et se termine rue de Viarmes.
Le quartier est desservi par la ligne 4 du métro, à la station Les Halles.

## Origine du nom

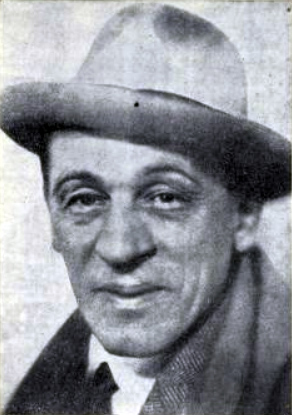
Blaise Cendrars.

Elle honore la mémoire de l'écrivain Frédéric Louis Sausser, dit Blaise Cendrars (1887-1961).

## Historique
Elle prend son nom actuel par arrêté municipal du 28 août 1985.